# Ophioscion
Ophioscion es un género de pez de la familia Sciaenidae en el orden de los Perciformes.

## Especies
Las especies de este género son:
- Ophioscion adustus (Agassiz, 1831)
- Ophioscion costaricensis Caldwell, 1958
- Ophioscion imiceps (Jordan & Gilbert, 1882)
- Ophioscion panamensis Schultz, 1945
- Ophioscion punctatissimus Meek & Hildebrand, 1925
- Ophioscion scierus (Jordan & Gilbert, 1884)
- Ophioscion simulus Gilbert, 1898
- Ophioscion strabo Gilbert, 1897
- Ophioscion typicus Gill, 1863
- Ophioscion vermicularis (Günther, 1867)